# Abdoulaye Touré (épidémiologiste)
Pour les articles homonymes, voir Abdoulaye Touré et Touré.
Abdoulaye Touré, né en 1977 en Guinée, est un professeur d'université et chercheur en santé publique.
Directeur du centre de recherche et de formation en infectiologie de Guinée (CERFIG) et coordinateur de la Plateforme de recherche internationale en santé mondiale (PRISME) en Guinée,,.

## Biographie et formation
Abdoulaye Touré né en Guinée à fait ses études secondaires en Guinée, Après le baccalauréat, il s’inscrit au département de pharmacie de l'Université Gamal Abdel Nasser de Conakry. En 2005, il poursuit ses études en France, obtenant un diplôme inter-universitaire sur le VIH à l'Université Henri Poincaré de Nancy, suivi d'un master en gestion des systèmes de santé, un master en épidémiologie et un doctorat en santé publique-épidémiologie soutenu en 2012 à l'Université Claude Bernard de Lyon.

## Parcours professionnel
À son retour en Guinée, il rejoint la Faculté des Sciences et Techniques de la Santé de l'Université Gamal Abdel Nasser de Conakry pour l’enseignement et la recherche et travaille avec l'ONG Solthis sur le projet OPP-ERA,,, visant à améliorer l'accès à la charge virale VIH. Il participe à la mise en place de laboratoires de biologie moléculaire à Conakry.  
En 2014, lors de l'épidémie d'Ebola, il s'engage dans la réponse en tant chef de projet au sein de l'Unité mixe de recherche TRANSVIHMI (Université de Montpellier, IRD, INSERM). Ses travaux font focus sur les maladies infectieuses émergentes, telles que les fièvres hémorragiques virales, les arboviroses, les coronavirus et la résistance aux antimicrobiens,,,,,.
En 2016, il cofonde le Centre de recherche et de formation en infectiologie de Guinée (CERFIG),,, avec le soutien de partenaires nationaux et internationaux. Ce centre se distingue par son approche pluridisciplinaire et son implication dans la recherche sur les zoonoses. Le centre a porté auprès de l’Institut de recherche pour le développement (IRD), le laboratoire mixte international RESPIRE (Recherche, Enseignement, Soins, Sécurité en Pathologie Infectieuse (Ré)Emergente),.  
Entre 2018 et 2022, il dirige l'Institut national de santé publique de Guinée. Il joue un rôle clé dans la réponse nationale à la pandémie de Covid-19,,, en participant au Conseil scientifique et à divers groupes de travail en Guinée et en Afrique de l'Ouest, notamment avec l'Organisation Ouest Africaine de la Santé (OOAS), l'IRD et l'Organisation mondiale de la santé,,.
En mai 2022, il contribue à la création de la plateforme PRISME, rassemblant des institutions françaises et africaines autour de projets de recherche en santé mondiale,,,,.
En 2023, il intègre le groupe technique sur les fièvres hémorragiques de l'ANRS-MIE. Il devient membre correspondant de l’Académie des Sciences de Guinée en 2024, et lauréat du prix Christophe Mérieux en 2025. Membre du Conseil Scientifique scientifique de Solthis, Médecins Sans Frontières pour l'Afrique de l'Ouest et centrale et de l'IRD.

## Activités de recherche
Abdoulaye Touré a occupé diverses fonctions dans le domaine de la recherche : attaché de recherche clinique, gestionnaire de données, chef de projet et investigateur principal. Ses travaux se concentrent sur les maladies infectieuses et le mésusage des médicaments. Depuis 2015, il s'est orienté vers l'étude des pathogènes émergents tels que le virus Ebola, Lassa, les arbovirus, le SARS-CoV-2 et le l’utilisation irrationnelle des médicaments,,,.

## Enseignement
Professeur titulaire à l'UGANC, il contribue à l'établissement des partenariats académiques, notamment avec les universités de Montpellier,,,,et de Bordeaux. Il participe à la création de plusieurs formations universitaires, dont un diplôme inter-universitaire en santé globale et maladies émergentes, un diplôme universitaire en pharmaco-épidémiologie et pharmacovigilance et un autre en recherche clinique. Il coordonne également le parcours épidémiologie du master en santé publique de l'UGANC.

## Distinctions
- 2009 : Prix de recherche junior de la SFNEP
- 2019 : Prix Gabriel Sultan du meilleur pharmacien
- 2020 : Prix recherche de la Fondation de la Croix Rouge[43],[44],[45]
- 2020 : Satisfecit de l’ONG la Tabala
- 2021 : Classé parmi les 100 guinéens qui font bouger la Guinée (FONAP)[46]
- 2022 : Satisfecit de l’Ambassade des États-Unis en Guinée
- 2023 : Médaille de Bronze (UGANC)
- 2024 : Membre correspondant de l’Académie des sciences de Guinée[47]
- 2024 : Commandeur de l’ordre des palmes académiques de l’UGANC[48]
- 2024 : Prix Recherche scientifique (Emergence Magazine, Guinée)[49]
- 2025 : Prix Christophe Mérieux (avec Alpha kabinet Keita)[50],[51],[52],[53]

## Publications
Il est auteur et co-auteur de plus de 100 publications scientifiques, dans des revues telles que The Lancet, Nature, Clinical Infectious Diseases, Journal of Infectious Diseases, PLoS One, BMJ Glob Health ou Emerging Infectious Diseases

## Liensexternes
- Ressource relative à la recherche :   - ORCID